# Dipartimento di Garay
Garay è un dipartimento argentino, situato nella parte centro-orientale della provincia di Santa Fe, con capoluogo Helvecia.
Esso confina a nord con il dipartimento di San Javier, a est con la provincia di Entre Ríos, a sud e a ovest con il dipartimento di La Capital, a ovest con quello di San Justo.
Secondo il censimento del 2001, su un territorio di 3.964 km², la popolazione ammontava a 19.913 abitanti, con un aumento demografico del 22,52% rispetto al censimento del 1991.
Il dipartimento è suddiviso in 5 distretti (distritos), con questi municipi (municipios) o comuni (comunas):
- Cayastá
- Colonia Mascías
- Helvecia
- Saladero Mariano Cabal
- Santa Rosa de Calchines